# De Columbus van Albabella
De Columbus van Albabella is een hoorspel van Wilfried Schilling. Der Tunnel des Columbus werd op 5 september 1967 uitgezonden door de Westdeutscher Rundfunk. De VARA zond het uit op zaterdag 8 juni 1968. De vertaling was van Anne Ivitch en de regisseur was Jan C. Hubert. Het hoorspel duurde 107 minuten.

## Rolbezetting
- Hans Veerman & Joke Hagelen (Carlo & Maria Mazzetti)
- Frans Somers (Don Luigi)
- Tonny Foletta (sergeant Aldo)
- Harry Bronk (de luitenant)
- Wam Heskes (de oude Geronimo)
- Paul Deen (directeur Vieri)
- Jan Verkoren (meester Beretta)
- Paul van der Lek (Saverio)
- Trudy Libosan (Françoise Bordon)
- Jan Wegter (Dr. Solerta)
- Willy Ruys (Ernesto, de burgemeester)
- Nora Boerman (madame Toussaint)
- Piet Ekel (de stationskelner)
- Jan Borkus (architect Cottini)
- Corry van der Linden (z’n secretaresse)
- Hans Karsenbarg, Han König, Cees van Ooyen, Floor Koen, Donald de Marcas &  Rudi West (dorpsbewoners)

## Inhoud
Carlo laat zijn eerste zoon dopen. Hij is zo fier als een gieter op deze jonge spruit; de drie meisjes die zijn vrouw Maria hem tevoren schonk, tellen nog nauwelijks mee. Carlo zal de jongen evenwel niet veel kunnen bieden. Daarvoor is men te arm in Albabella, het Italiaanse grensdorp, waar je tijdens de doop zelfs het dak van de kerk op je hoofd had kunnen krijgen. Anders is het ginds in Zwitserland! In het naburige dorp is er bijvoorbeeld bijna het hele jaar door vreemdelingenverkeer. Van daar is Carlo’s vrouw afkomstig en ze bezit er nog een kleine weide met een oude schuur. Het is die schuur die Carlo op een mooi ideetje brengt als hij wegens sigarettensmokkel en weerstand tegen het gezag anderhalf jaar gevangenisstraf moet uitzitten. Nauwelijks is hij uit de gevangenis ontslagen of hij begint met andere dorpsbewoners een tunnel te graven van zijn kelder naar de schuur van Maria. Als die klaar is, gaat het bergopwaarts in Albabella…